# Ajichatra

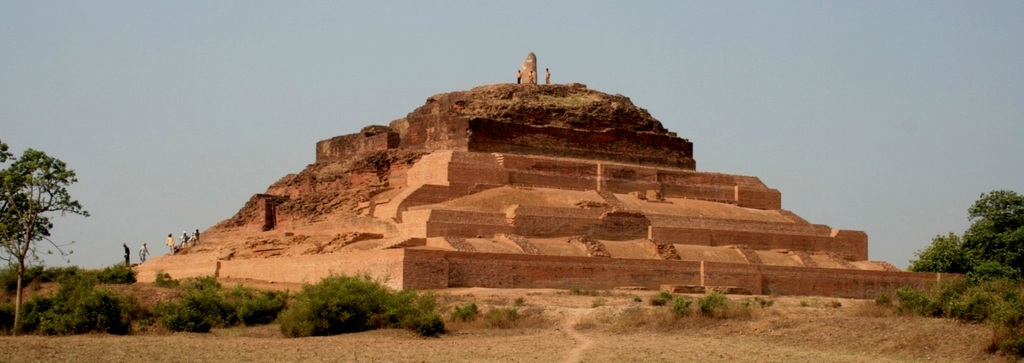
Templo Ahichchhatra Bareilly - (Los restos de la antigua capital de Panchala del Norte que han sido descubiertos en Ramnagar - Uttar Pradesh, India)

Ajichatra (o Ahi-Kshetra) fue la antigua capital de Panchala del Norte, un reino del norte de India que se menciona en el Majabhárata (texto épico-religioso del siglo III a. C.). Los restos de esta ciudad se descubrieron cerca de la aldea de Ramnagar en el tehsil Aonla del distrito de Bareilly, en el estado de Uttar Pradesh. 

## Hallazgo arqueológico
Durante las primeras excavaciones, entre 1940 y 1944, salió a la luz una fortificación construida en ladrillos, que estuvo ocupada continuamente desde el 600 a. C. hasta el 1100 d. C.
En el nivel más antiguo (más profundo) se encontró alfarería típica de la cultura de la cerámica gris pintada (que existió en la India entre el 1100 y el 350 a. C.).
La extensión de las ruinas de esta aldea se pudieron identificar a partir de las imágenes de teledetección de satélites IRS (Indian Remote Sensing), que revelaron que la aldea había tenido forma triangular. 
Recientes excavaciones en Ajichatra mostraron que fue habitada por primera vez hacia la mitad del II milenio a. C. con personas de la cultura de la cerámica ocre, seguido por la cultura de la cerámica negra y roja. 
Alrededor del 1000 a. C., Ajichatra alcanzó un mínimo de 40 hectáreas de superficie, por lo que fue uno de los mayores sitios de la cultura de la cerámica gris pintada.

## En lamitología hinduista
En el Majabhárata ―en el final de la guerra de Kuruksetra― se la nombra como una ciudad. Allí se dice que los Pándavas, en su época de exilio en el bosque (vanavasa: ‘habitar el bosque’) se bañaron en una laguna cercana a Ajichatra. En la actualidad, a 2 km al oeste de Ajichatra, existe un gran estanque (en el pueblo de Yaganatpur donde se bañan los pobladores del lugar y los peregrinos que llegan de otros lugares.
Según el Majabhárata, Ajichatra formaba parte de Panchala, el reino del rey Drupada. Más tarde fue invadida por el guerrero Drona, después de una guerra, en la que Drupada fue derrotado por el discípulo de Drona, Aryuna. Ashwatama, el hijo de Drona, gobernó el territorio del norte de Panchala desde Ajichatra. Posiblemente gobernó el reino como subordinado de los reyes de Jastinapur.

## Nombre sánscrito
En idioma sánscrito, la palabra ahi significa ‘serpiente’ (que también se puede decir naga). Los nagas eran un grupo de pueblos antiguos que posiblemente adoraban serpientes. En el Majabhárata se los convierte directamente en serpientes que podían adoptar la forma humana. 
La palabra kshetra significa ‘región’ o ‘campo’ en sánscrito. 
El nombre Ajiksetra podría implicar que la región originalmente había estado poblada por nagas.
Los nairs y los bunts (que después poblaron Kerala y Tulu Nadu) afirman que provienen de esta región, y que son descendientes chatrias de los nagas, así como de los brahmanes (sacerdotes ritualistas hinduistas) de las ramas namputri y tuluva. Los religiosos hinduistas Adi Shankara y Madhuacharia pertenecían a estas comunidades.